# Рудницкий, Пётр Васильевич
Петр Васильевич Рудницкий (4 июля 1906, Луганск — 1996, Киев) — советский деятель, ученый-экономист, доктор экономических наук (1978), бывший директор Украинского научно-исследовательского института спиртовой и ликеро-водочной промышленности. Депутат Верховного Совета УССР 2-3-го созывов. Кандидат в члены ЦК КПУ в 1949—1952 г. и 1954—1956 г.

## Биография
Родился в семье рабочего. Трудовую деятельность начал в 1921 году подручным слесаря. Без отрыва от производства окончил рабочий факультет и поступил в 1925 году в Одесский сельскохозяйственный институт.
В 1928 году окончил Одесский сельскохозяйственный институт.
В 1928—1931 г. — агроном; на ответственной работе в сельскохозяйственных опытных станциях.
В 1931—1938 г. — заместитель начальника, начальник сельскохозяйственного отдела Госплана Украинской ССР.
В 1938—1940 г. — начальник отдела Народного комиссариата земледелия Украинской ССР.
Член ВКП(б) с 1939 года.
В 1940—1941 г. — заместитель народного комиссара земледелия Украинской ССР.
С 1941 — заместитель председателя Госплана УССР. Во время Великой Отечественной войны работал уполномоченным Военного Совета Донского фронта.
В 1944—1946 г. — постоянный представитель Украинской ССР при Совете Народных Комиссаров (Совете Министров) СССР.
В мае 1946 — 12 июля 1951 г. — заместитель Председателя Совета Министров Украинской ССР.
В 1951—1953 г. — заместитель председателя Госпродснаба СССР.
10 апреля 1953 — 7 октября 1953 г. — министр легкой и пищевой промышленности Украинской ССР.
7 октября 1953 — май 1957 г. — министр промышленности продовольственных товаров Украинской ССР.
31 мая 1957 — август 1958 г. — председатель Совета народного хозяйства (совнархоза) Одесского экономического административного района.
В 1958—1982 г. — директор Украинского научно-исследовательского института спиртовой и ликеро-водочной промышленности (теперь — Украинский научно-исследовательский институт спирта и биотехнологии продовольственных продуктов, ГНУ «УкрНИИспиртбиопрод»). В сферу его научных интересов входили вопросы комплексного использования сырья, концентрации и комбинирования производства, проблем спиртовой промышленности.

## Награды
Награжден орденом Трудового Красного Знамени, орденом «Знак Почета», медалями. Лауреат Государственной премии УССР в области науки и техники (1978)
Согласно Указу Президента Украины от 14 февраля 1996 года № 128 Рудницкому П. В., научному консультанту УкрНИИспиртбиопрод, была назначена государственная стипендия как выдающемуся деятелю науки.